# CF Ballenas Galeana
Der Club de Fútbol Ballenas Galeana de Morelos, verkürzt unter anderem auch als CF Ballenas Galeana bezeichnet, ist ein Fußballverein aus Cuernavaca, der Hauptstadt des Bundesstaates Morelos.

## Geschichte

### Gründung und Herkunft des Namens
Der Verein wurde 1956 gegründet und bezog in seiner Anfangszeit die Mehrzahl seiner Spieler aus der im Stadtzentrum von Cuernavaca gelegenen calle de Hermenegildo Galeana, die in den Vereinsnamen aufgenommen wurde. 1968 übernahm Antonio Nava Hernández den Verein und leitete ihn über fast vier Jahrzehnte bis 2005. Nava besaß in derselben Straße einen Fischladen namens „La Ballena“ (dt. „Der Wal“), der zunächst als Spitzname fungierte (Los Ballenas del Galeana, dt. Die Wale von Galeana) und später in den Vereinsnamen integriert wurde.

### Der erste Titelgewinn
Seinen bisher größten Erfolg feierte der Verein in der Clausura 2013 mit dem Gewinn der Meisterschaft in der drittklassigen Segunda División. Zum Finalheimspiel am 25. Mai 2013 gegen den Traditionsverein und früheren Erstligisten Unión de Curtidores waren 8.000 Zuschauer ins Estadio Mariano Matamoros des Vorortes Xochitepec gekommen, in dem der Verein seine Heimspiele wahlweise ebenso austrägt wie im Estadio Centenario seiner Heimatstadt Cuernavaca. Nachdem die Ballenas das Hinspiel mit 1:0 gewonnen hatten, benötigten sie nach der 0:1-Niederlage im Rückspiel vor eigenem Publikum einen 5:4-Sieg im Elfmeterschießen, um die Meisterschaft zu gewinnen.

### Aufstieg in die zweite Liga
Im anschließenden Gesamtsaisonfinale kam es zur Auseinandersetzung mit dem Murciélagos FC, der die Apertura 2012 gewonnen hatte. Nach einem 2:2 in Guamúchil, Sinaloa, vor 4.500 Besuchern strömten 15.000 Besucher zum Rückspiel am 1. Juni 2013 ins Estadio Mariano Matamoros und sahen dort einen 3:1-Erfolg ihrer Mannschaft, die sich somit sportlich die Voraussetzung zum Aufstieg in die zweite Liga erworben hatte, an der sie in der Saison 2013/14 teilnahm. Finanzielle Probleme führten am Saisonende zum Rückzug aus dieser Liga und Verkauf der Lizenz.